# Maligny (Côte-d’Or)
Maligny ist eine französische Gemeinde mit 175 Einwohnern (Stand 1. Januar 2022) im Département Côte-d’Or in der Region Bourgogne-Franche-Comté (vor 2016 Burgund). Sie gehört zum Arrondissement Beaune und zum Kanton Arnay-le-Duc. 

## Geographie
Maligny liegt etwa 52 Kilometer westsüdwestlich von Dijon. Umgeben wird Maligny von den Nachbargemeinden Saint-Prix-lès-Arnay im Norden, Lacanche im Osten und Südosten, Saint-Pierre-en-Vaux im Süden, Viévy im Westen und Südwesten sowie Magnien im Nordwesten. An der nördlichen Gemeindegrenze verläuft das Flüsschen Villeneuve.

## Bevölkerung
| Jahr                       | 1962 | 1968 | 1975 | 1982 | 1990 | 1999 | 2006 | 2011 | 2016 |
| Einwohner                  | 307  | 319  | 282  | 254  | 202  | 216  | 205  | 215  | 211  |
| Quellen: Cassini und INSEE |      |      |      |      |      |      |      |      |      |

## Sehenswürdigkeiten

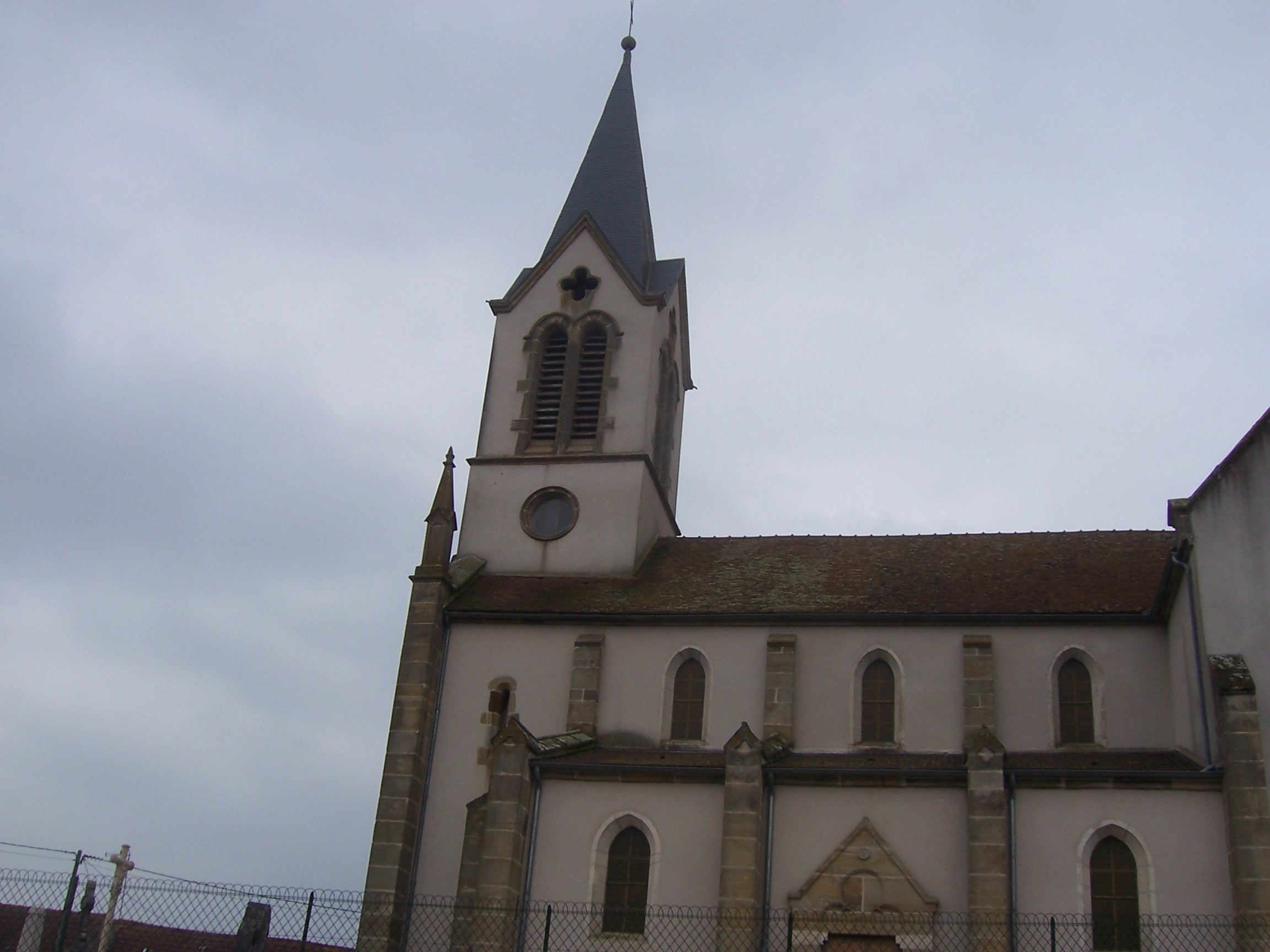
Kirche Saint-Pierre

- Kirche Saint-Pierre